# Acroceras lateriticum
Acroceras lateriticum är en gräsart som beskrevs av Aimée Antoinette Camus. Acroceras lateriticum ingår i släktet Acroceras och familjen gräs.
Artens utbredningsområde är Madagaskar. Inga underarter finns listade i Catalogue of Life.